# Cabo Núñez
El Cabo Nuñez es un promontorio que forma el extremo suroeste de la península Núñez en la costa occidental de la isla San Pedro, del archipiélago de las islas Georgias del Sur. 
En el islote más occidental de este accidente geográfico está uno de los puntos que determinan las líneas de base de la República Argentina, a partir de las cuales se miden los espacios marítimos que rodean al archipiélago.
El nombre se remonta al menos a 1912 y probablemente fue dado por los balleneros que frecuentaban estas costas.